# Mistrovství světa v ledním hokeji 2020 (Divize IV)
IV. divize Mistrovství světa v ledním hokeji 2020 se měla hrát od 3. března do 5. března 2020 v Biškeku v Kyrgyzstánu. Tento turnaj byl kvůli pandemii covidu-19 zrušen.
| Tým        | Kvalifikace                                                |
| ---------- | ---------------------------------------------------------- |
| Kuvajt     | 5. místo v Divizi III - skupině B 2019 a sestup            |
| Kyrgyzstán | Pořadatel, 6. místo v Divizi III - skupině B 2019 a sestup |
| Malajsie   | nováček turnaje                                            |
| Filipíny   | nováček turnaje                                            |

## Výsledky
|  | Jeden tým postupující do skupiny B divize III |

### Tabulka
| Poř. | Tým        | Z | V | VP | PP | P | GV | GI | +/- | B |
| ---- | ---------- | - | - | -- | -- | - | -- | -- | --- | - |
| 1.   | Kuvajt     | 0 | 0 | 0  | 0  | 0 | 0  | 0  | 0   | 0 |
| 2.   | Kyrgyzstán | 0 | 0 | 0  | 0  | 0 | 0  | 0  | 0   | 0 |
| 3.   | Malajsie   | 0 | 0 | 0  | 0  | 0 | 0  | 0  | 0   | 0 |
| 4.   | Filipíny   | 0 | 0 | 0  | 0  | 0 | 0  | 0  | 0   | 0 |

### Zápasy
| 3. března 2020 17:00 | Malajsie | zrušeno | Kuvajt | Gorodskoi Katok, Biškek |  |

| 3. března 2020 20:00 | Kyrgyzstán | zrušeno | Filipíny | Gorodskoi Katok, Biškek |  |

| 4. března 2020 17:00 | Kuvajt | zrušeno | Filipíny | Gorodskoi Katok, Biškek |  |

| 4. března 2020 20:00 | Kyrgyzstán | zrušeno | Malajsie | Gorodskoi Katok, Biškek |  |

| 5. března 2020 15:00 | Filipíny | zrušeno | Malajsie | Gorodskoi Katok, Biškek |  |

| 5. března 2020 18:00 | Kuvajt | zrušeno | Kyrgyzstán | Gorodskoi Katok, Biškek |  |